# Лесгафт Петро Францович
Петро Францович Лесгафт (8 (20) вересня 1837, Санкт-Петербург — 28 листопада 1909, Єгипет) — біолог, анатом, антрополог, лікар, педагог, творець наукової системи фізичного виховання, прогресивний  громадський діяч Росії.

## Біографія

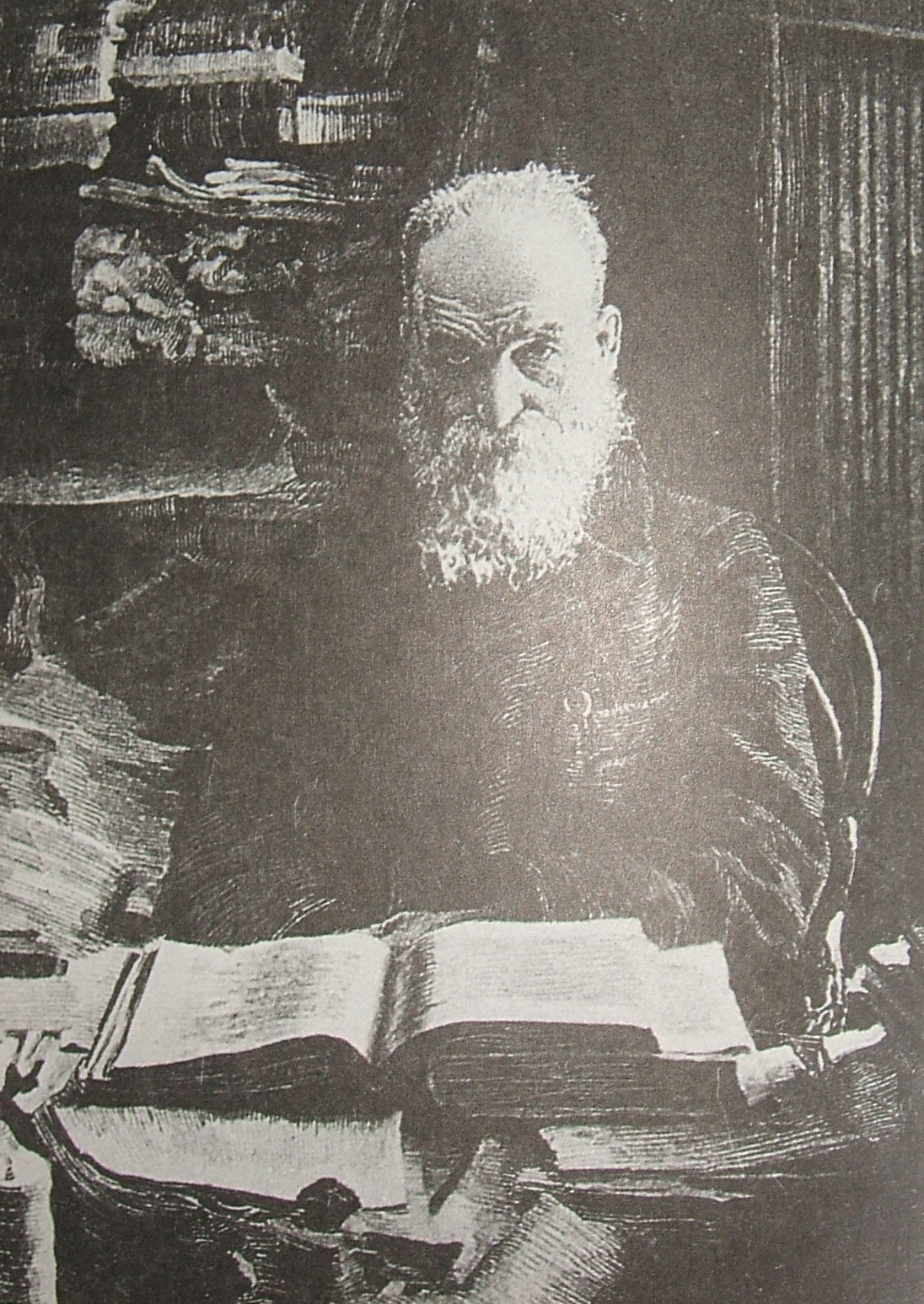
Петро Лесгафт

Народився в Санкт-Петербурзі. Початкову освіту здобув вдома.
1856 — поступив у Медико-хірургічну академію, де вивчав анатомію під керівництвом професора Грубера.
З 1861 — працював у хірургічній клініці.
1865 — отримав ступінь доктора медицини, захистивши дисертацію «Про закінчення поздовжніх м'язових волокон прямої кишки у людини і деяких тварин». 1868 року — захистив дисертацію «Колотомія в лівій поперековій області з анатомічного погляду», здобувши ступінь доктора хірургії.
1869-1871 — екстраординарний професор нормальної анатомії в Казанському університеті.
1884 — викладач анатомії в Санкт-Петербурзькому університеті.
1897 — подає у відставку і покидає стіни університету. 1899 — ставить свій підпис під «Протестом 99-ти». Його прогресивні погляди, поїздки закордон — все це зіграло свою роль в тому, що йому забороняють читати лекції і висилають на проживання в Теріокі. У 1902 пише прохання і одержує дозвіл вернутися в Петербург та відновитися на посаді директора Біологічної лабораторії.
З 13 листопада 1909 року перебував на лікуванні в Єгипті. Однак стан погіршувався, і 28 листопада вченого не стало. Труну з тілом відправили до Росії і 19 грудня його поховали на Волковському цвинтарі у Санкт-Петербурзі.

## Наукові погляди
П. Ф. Лесгафт мав складні й натягнуті стосунки з відомим фізкультурним і спортивним діячем О. Бутовським через різний підхід до розуміння питань фізкультури й спорту, особливо при вихованні підростаючого покоління. П. Ф. Лесгафт (на відміну від О. Д. Бутовського) у своїх працях подавав негативне ставлення до спорту, виступав проти застосування в процесі фізичного виховання будь-яких гімнастичних приладів, був противником використання фізичних вправ для рук, бо, як він вважав, вони призначені для виконання усілякої тонкої роботи.